# Trichoclea mojave
Trichoclea mojave är en fjärilsart som beskrevs av Benjamin 1932. Trichoclea mojave ingår i släktet Trichoclea och familjen nattflyn. Inga underarter finns listade i Catalogue of Life.